# Liolaemus valdesianus
Liolaemus valdesianus — вид ігуаноподібних ящірок родини Liolaemidae. Ендемік Чилі.

## Поширення і екологія
Liolaemus valdesianus мешкають в Чилійських Андах на південному заході регіону Сантьяго. Вони живуть серед скель, місцями порослих чагарниками. Зустрічаються на висоті від 1800 до 3500 м над рівнем моря. Є всеїдними і живородними.

## Збереження
МСОП класифікує стан збереження цього виду як близький до загрозливого. Liolaemus valdesianus може загрожувати знищення природного середовища.